# Stefan Stuligrosz

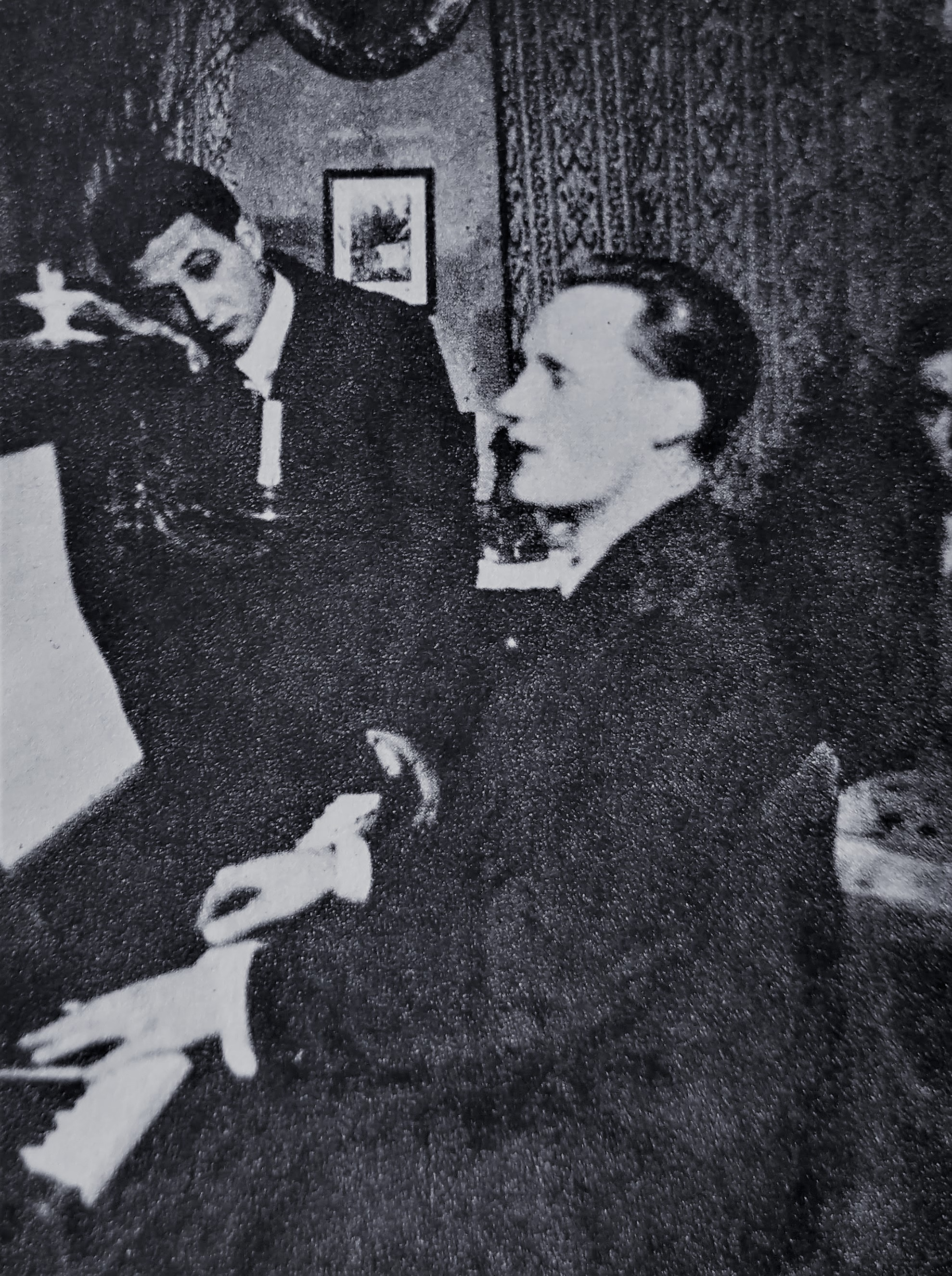
Stuligrosz gra w mieszkaniu Kęsych przed 1939 (stoi Franciszek Kęsy)

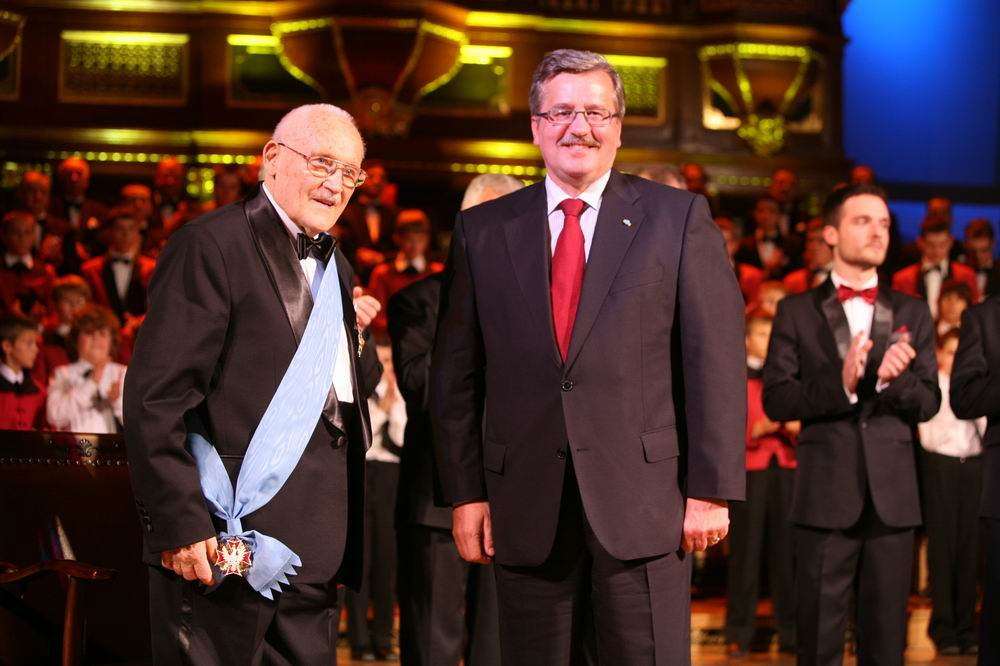
Stefan Stuligrosz z prezydentem Bronisławem Komorowskim, 11 października 2010

Stefan Stuligrosz (ur. 26 sierpnia 1920 w Poznaniu, zm. 15 czerwca 2012 w Puszczykowie) – polski dyrygent chórów, twórca Chóru Chłopięco-Męskiego „Poznańskie Słowiki”, kompozytor. Kawaler Orderu Orła Białego.

## Życiorys
Urodził się 26 sierpnia 1920 roku jako najstarsze dziecko Piotra (urzędnika pocztowego) i Marianny z Błotnych (była w młodości solistką starołęckiego Koła Śpiewaczego Polskiego). Miał młodsze rodzeństwo – siostry Teresę, Wandę, Dorotę i brata Bogdana.
W siódmym roku życia rozpoczął naukę w szkole powszechnej przy ul. św. Antoniego na poznańskiej Starołęce (śpiewu uczyła go tam Wanda Jordan-Matyjowa). W latach 1931–1937 był uczniem Gimnazjum św. Marii Magdaleny w Poznaniu (maturę zdał po wojnie w Gimnazjum im. Karola Marcinkowskiego w Poznaniu). Już jako uczeń założył chór Miniaturka, złożony ze swoich kolegów ze szkoły. Od 1937 aż do wybuchu II wojny światowej uczył się kupiectwa w Domu Handlowym Woźniaka. W okresie okupacji prowadził zajęcia konspiracyjnego chóru, występującego w poznańskich kościołach i prowadzonego wcześniej przez ks. Wacława Gieburowskiego, pracując zawodowo w narzędziowni Zakładów Cegielskiego. W 1945 oficjalnie założył Chór Chłopięco-Męski im. Wacława Gieburowskiego („Poznańskie Słowiki”) i został jego kierownikiem artystycznym i dyrygentem; od 1950 chór działa przy Filharmonii Poznańskiej.
Stuligrosz ukończył studia na Wydziale Humanistycznym Uniwersytetu Poznańskiego (1950, Sekcja Muzykologii) oraz na Wydziale Wokalnym i Wydziale Kompozycji, Teorii i Dyrygentury Państwowej Wyższej Szkoły Muzycznej (późniejszej Akademii Muzycznej) w Poznaniu (1953). Z tą uczelnią przez wiele lat współpracował jako pedagog (od 1973 profesor), wykładowca dyrygentury chóralnej, kierownik Katedry Chóralistyki, dziekan Wydziału Wokalnego, prorektor i rektor (1967–1981). Był także 63 kierownikiem Redakcji Muzycznej Rozgłośni Polskiego Radia w Poznaniu.
Wieloletnia praca z „Poznańskimi Słowikami” przyniosła mu międzynarodowe uznanie i liczne nagrody. Chór pod dyrekcją Stuligrosza koncertował w wielu krajach Europy, w USA, Kanadzie, Japonii. W 1992 chór wystąpił w Koncercie Galowym w Dniu Narodowym Polski na Wystawie Światowej EXPO w Sewilli.
Był prezesem Towarzystwa Muzycznego im. Henryka Wieniawskiego w Poznaniu.
W 2002, wraz z 25 innymi osobami, był sygnatariuszem listu w obronie abpa Juliusza Paetza, podejrzewanego o seksualne molestowanie kleryków.

### Życie prywatne
Miał żonę Barbarę (zm. 1999) i trzy córki – Annę, Marię i Stefanię. Był stryjem posła Michała Stuligrosza.

### Śmierć i pogrzeb
Zmarł 15 czerwca 2012 roku w szpitalu w Puszczykowie wskutek komplikacji po udarze mózgu. W holu głównym poznańskiego Urzędu Miasta wyłożono Księgę Kondolencyjną pamięci profesora Stefana Stuligrosza, w której każdy mógł zostawić swój wpis. Został pochowany na cmentarzu komunalnym na Junikowie (pole 14-2-4-2). W dniu pogrzebu 23 czerwca 2012 w katedrze poznańskiej wystawiona została trumna z ciałem profesora. Honorową wartę pełnili dawni i aktualni śpiewacy Poznańskich Słowików, a uroczystej mszy świętej pogrzebowej przewodniczył arcybiskup metropolita poznański Stanisław Gądecki. Koncelebrowali ją wszyscy księża biskupi pomocniczy.

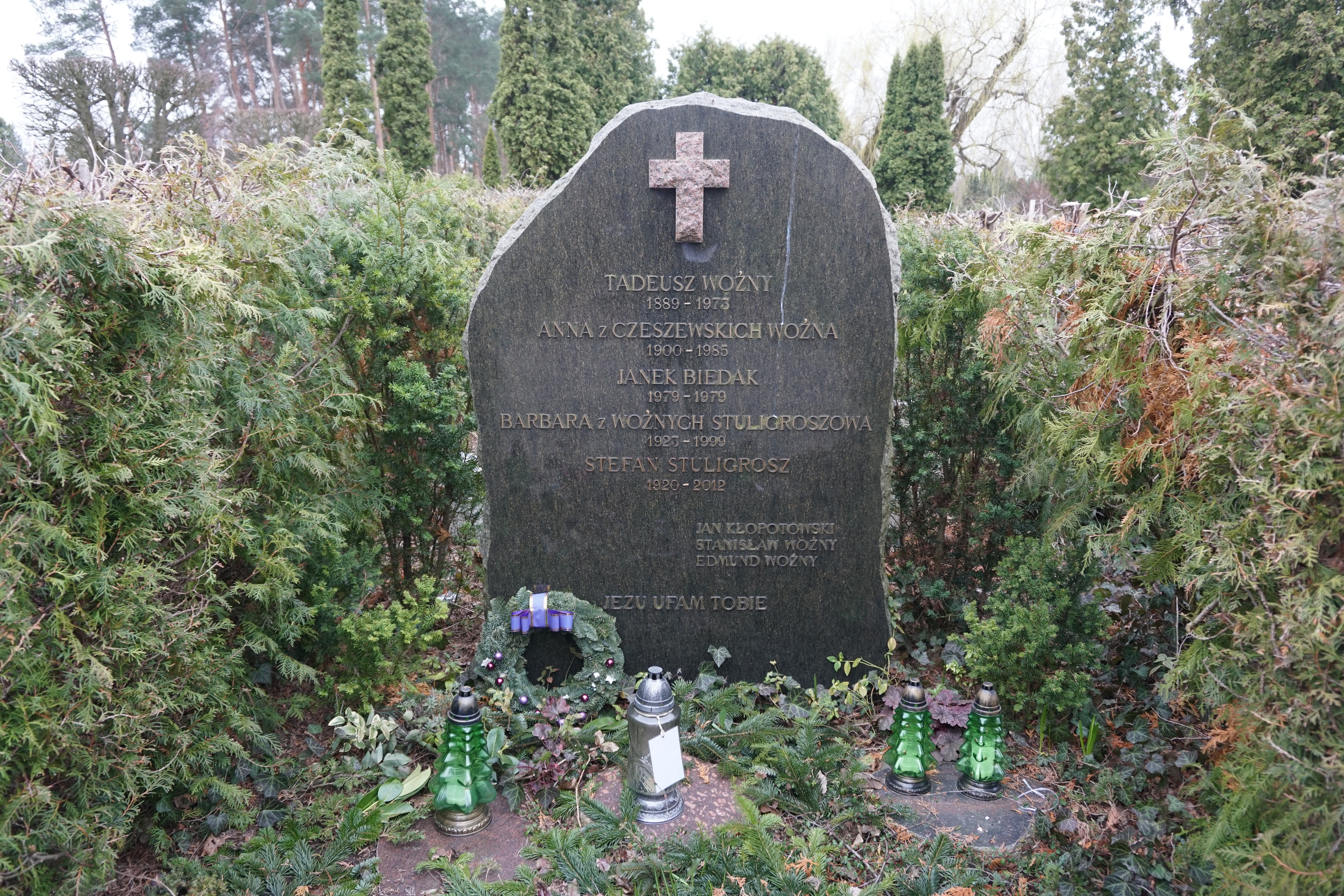
Grób Stefana Stuligrosza na cmentarzu Junikowskim w Poznaniu

## Kompozycje
Stuligrosz skomponował ponad 600 utworów, przede wszystkim religijnych utworów chóralnych, w tym:
- O matko miłościwa
- Modlitwa eucharystyczna do słów Jana Pawła II
- Missa Brevis
- Cantate Domino
- Matko niebieskiego Pana
- Nie lękaj się
- Singen wir mit Froehlichkeit
- Jauchzeit, ihr Himmel
- Maria durch ein  Dornwald ging
- Alleluja, Zdrowaś Maryjo
- Msza Niedzielna
- Missa in honorem Sanctae Faustine
- Gorzkie Żale

Wraz z chórem nagrał wiele płyt.

## Publikacje
- Telefon z Watykanu (1994, ISBN 83-85203-14-1)
- Piórkiem Słowika. O najbliższych, Poznaniu, muzyce i drogowskazach życia, cz. 1, (Media Rodzina, Poznań 1995, ISBN 83-85594-24-8)
- Piórkiem Słowika. O najbliższych, Poznaniu, muzyce i drogowskazach życia, cz. 2, (Media Rodzina, Poznań 2000. ISBN 83-7278-015-3)
- Piórkiem Słowika. O najbliższych, Poznaniu, muzyce i drogowskazach życia, cz. 3, (Media Rodzina, Poznań 2010. ISBN 978-83-7278-443-8)
- Pasja życia. (Fundacja „Chór Stuligrosza – Poznańskie Słowiki”, Poznań 2000. ISBN 83-914381-0-4)

## Ordery i odznaczenia
- Order Orła Białego (2010)[14][15]

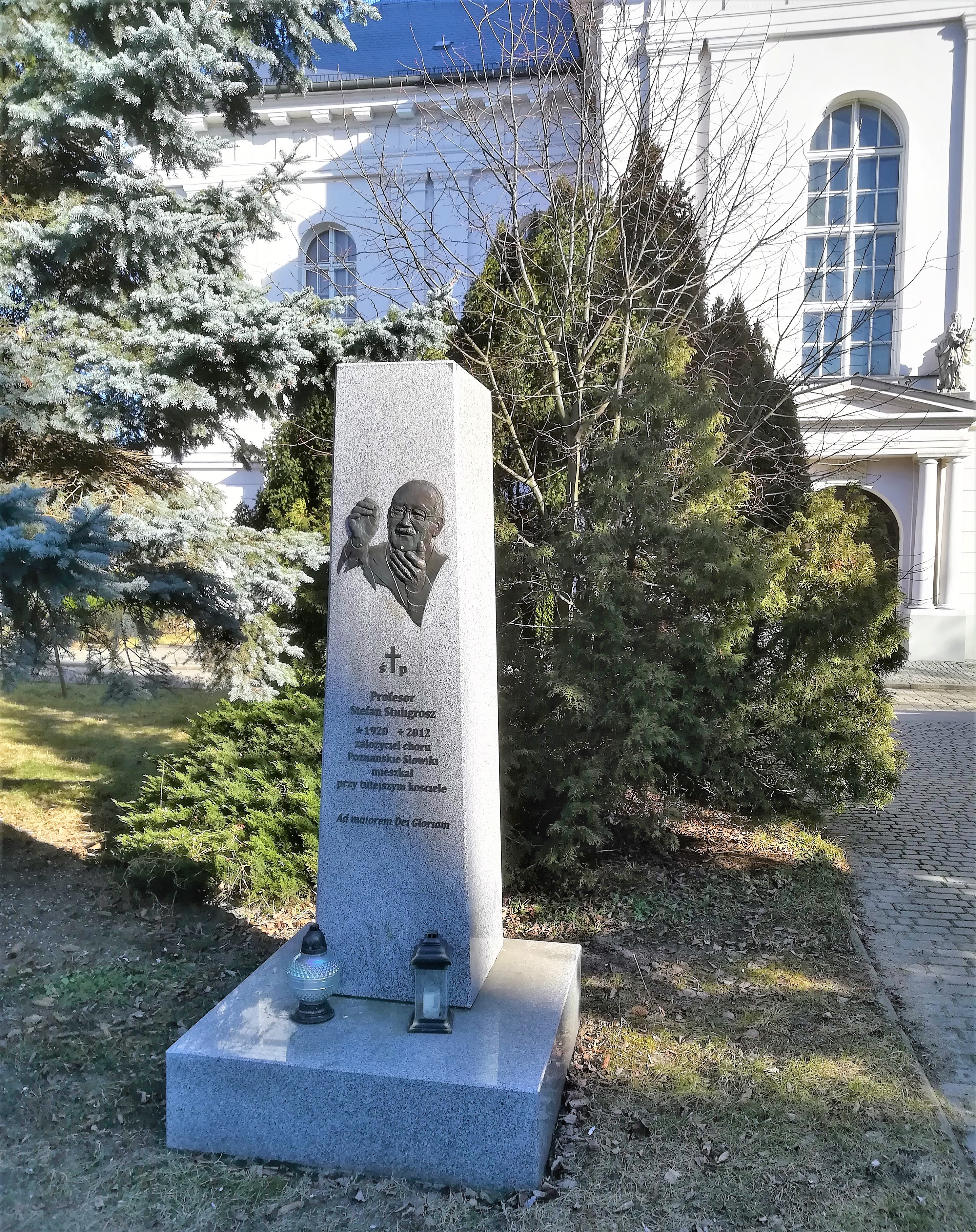
Symboliczny nagrobek na Grobli

- Krzyż Komandorski z Gwiazdą Orderu Odrodzenia Polski (18 lipca 1997)[16]
- Order Sztandaru Pracy I klasy (1986)[17]
- Order Sztandaru Pracy II klasy (1980)[17]
- Krzyż Komandorski Orderu Odrodzenia Polski (1973)[17]
- Krzyż Oficerski Orderu Odrodzenia Polski (1955)[17]
- Krzyż Kawalerski Orderu Odrodzenia Polski (19 lipca 1955)[18][17][17]
- Złoty Krzyż Zasługi (22 lipca 1952)[19]
- Medal 10-lecia Polski Ludowej (28 lutego 1955)[20]
- Złoty Medal „Zasłużony Kulturze Gloria Artis” (25 sierpnia 2005)[21][22]
- Medal Komisji Edukacji Narodowej
- Order Ecce Homo
- Order Uśmiechu (1990)[17]
- Odznaka tytułu honorowego „Zasłużony dla Kultury Narodowej” (1984)[17]
- Odznaka tytułu honorowego „Zasłużony Nauczyciel PRL”
- Odznaka „Zasłużony Działacz Kultury”
- Krzyż Wielki Orderu Świętego Sylwestra (Watykan)[23]

## Nagrody i wyróżnienia
- 1976, 1984 – laureat dwóch Nagród Państwowych I stopnia
- 1954 – Nagroda miasta Poznania
- 1992 – Honorowy Obywatel Miasta Poznania[24][23]
- 29 maja 1995 – tytuł doktora honoris causa Uniwersytetu im. Adama Mickiewicza
- 2000 – Medal Polonia Mater Nostra Est
- 2000 – tytuł Gigant Roku 2000 według poznańskiego oddziału „Gazety Wyborczej”, trzecie miejsce w plebiscycie tej gazety na Wielkopolanina XX wieku – za Cyrylem Ratajskim i Wiktorem Degą
- 2000 – doktorat honorowy Papieskiego Instytutu Muzyki Sakralnej w Rzymie
- 2002 – doktorat honorowy Akademii Muzycznej w Poznaniu
- 2002 – Złoty Hipolit[25]
- 2005 – Diamentowa Batuta Polskiego Radia
- 2005 – Nagroda Specjalna ZAiKS-u[26]
- 2008 – nagroda „Mistrz Mowy Polskiej"
- 2007 – Nagroda im. Jerzego Kurczewskiego
- 2009 – doktorat honorowy Katolickiego Uniwersytetu Lubelskiego
- 2010 - Honorowy Obywatel Kamienia Pomorskiego[27]

Zagranica uhonorowała Stefana Stuligrosza m.in. symbolicznymi kluczami do Nowego Jorku, Filadelfii, Cleveland i Chicago. 
W 2012 Papieska Rada ds. Kultury przyznała Stefanowi Stuligroszowi Medal Per Artem ad Deum (Przez sztukę do Boga). W imieniu nieżyjącego już laureata, 29 września 2012 medal odebrali w Targach Kielce Maciej Wieloch, dyrygent Chóru Poznańskie Słowiki i Wojciech Nentwig, dyrektor Filharmonii Poznańskiej.

## Upamiętnienie
- 15 czerwca 2013 w pierwszą rocznicę śmierci przed kościołem przy ulicy Grobla w Poznaniu odsłonięto symboliczny nagrobek profesora[28][29].
- 14 czerwca 2015 jego imieniem nazwany został oficjalnie plac przed Akademią Muzyczną w Poznaniu[30][31]. Pomysł narodził się trzy lata wcześniej i złożył go dyrektor Filharmonii Poznańskiej Wojciech Nentwig w czerwcu 2012 roku, podczas uroczystego żałobnego posiedzenia Senatu Akademii Muzycznej w Poznaniu[32].

## Nagrania wspomnień Stefana Stuligrosza
- TVP Historia Program „Notacje historyczne” Stefan Stuligrosz. Ciężkie czasy
- TVP Historia. Program „Notacje historyczne” Stefan Stuligrosz. Nie poddać się